# The South Pole Flight
Pour plus de détails, voir Fiche technique et Distribution.
The South Pole Flight est un court métrage de la série Oswald le lapin chanceux, produit par le studio Robert Winkler Productions et sorti le 26 novembre 1928.

## Fiche technique
- Titre  : The South Pole Flight
- Série : Oswald le lapin chanceux
- Réalisateur : Ben Clopton, Hugh Harman
- Producteur : Charles Mintz
- Production : Robert Winkler Productions
- Distributeur : Universal Pictures
- Date de sortie : 26 novembre 1928[1]
- Format d'image : Noir et Blanc
- Langue : (en)
- Pays :  États-Unis